# De Brug (Universiteit Gent)
De Brug is een studentenrestaurant van de Universiteit Gent in de studentenbuurt van Gent. Het is het drukst bezochte en populairste studentenrestaurant van de UGent, en de enige "resto" van de universiteit waar studenten en medewerkers zowel 's middags als 's avonds kunnen komen eten.

## Ligging
Het restaurant bevindt zich in een herenhuis, dat in de jaren 50 is uitgebreid, aan de Sint-Pietersnieuwstraat in Gent. De Brug beslaat samen met het UFO en het rectoraat, die zich ten noorden van De Brug bevinden, en het Technicum-complex in het oosten, een strook land tussen de Sint-Pietersnieuwstraat en de Muinkschelde. In het zuiden sluit de locatie aan op de campus Hoveniersberg-Tweekerken. De Brug bevindt zich op nog geen 200 meter van de Plateau-Rozier, de Boekentoren en de Blandijn.

## Geschiedenis
Studentenrestaurant De Brug ontleent zijn naam aan De Begunstigers van de Rijksuniversiteit Gent, een liefdadigheidsorganisatie voor behoeftige studenten die tijdens de Tweede Wereldoorlog werd opgericht. "De B.R.U.G." bleef ook na de oorlog operationeel.
Toen de universiteit in de jaren '50 en '60 overspoeld werd door nieuwe studenten, werden er allerlei sociale voorzieningen uitgebouwd. Dankzij het Nationaal Studiefonds van 1954 kon de bouw van een nieuw studentenrestaurant beginnen. De universiteit kocht in 1954 het herenhuis Soupart aan de Sint-Pietersnieuwstraat aan om er studentenrestaurant De Brug in onder te brengen. Op 4 oktober 1960 opende het sterk uitgebreide restaurant uiteindelijk zijn deuren.
Tot 2006 hadden verschillende studentenverenigingen hun lokalen in De Brug. In dat jaar verhuisden zij naar de Therminal, het nieuwe studentencomplex aan de Sint-Pietersnieuwstraat. De vrijgekomen ruimte werd gebruikt om het studentenrestaurant uit te breiden.